# Rhinonycteridae
I Rinonitteridi (Rhinonycteridae Gray, 1866) sono una famiglia di pipistrelli, del sottordine dei Microchirotteri.

## Descrizione

### Dimensioni
Questa famiglia comprende pipistrelli di piccole dimensioni con la lunghezza dell'avambraccio fino a 55 mm.

### Caratteristiche
Precedentemente inclusi nella famiglia degli Ipposideridi con la quale condividono importanti caratteristiche morfologiche come la cintura scapolare modificata, il secondo dito della mano privo di falangi, la mancanza del trago e la presenza invece di un antitrago ben sviluppato, i Rinonitteridi risultano essere un gruppo ben distinto, alla luce di ricerche molecolari condotte nel 2015. La caratteristica principale che li contraddistingue dagli Ipposideridi è la particolare struttura della foglia nasale, con la presenza sul setto nasale di un processo che si proietta in avanti sopra la porzione anteriore e una parte posteriore fornita di diverse celle, in maniera simile ai ferri di cavallo, e sormontata in tre generi da tre protuberanze appuntite dall'aspetto simile ad un tridente.

## Distribuzione e habitat
Le specie di questa famiglia vivono nell'Africa subsahariana, Madagascar, Seychelles, Penisola Arabica, Asia meridionale e in Australia.

## Tassonomia
- Cloeotis
- Paratriaenops
- Rhinonicteris
- Triaenops